# Derek Johnson
Derek James Neville Johnson  (né le 5 janvier 1933 à Chigwell et décédé le 30 août 2004) est un athlète britannique spécialiste du 400 mètres et du 800 mètres. Licencié au Woodford Green AC, il mesurait 1,76 m pour 66 kg.

## Carrière

### Palmarès
| Date | Compétition                                     | Lieu      | Résultat | Épreuve    | Performance   |
| ---- | ----------------------------------------------- | --------- | -------- | ---------- | ------------- |
| 1954 | Jeux de l'Empire britannique et du Commonwealth | Vancouver | 1er      | 880 yards  | 1 min 50 s 7  |
| 1954 | Jeux de l'Empire britannique et du Commonwealth | Vancouver | 1er      | 4 × 440 y  | 3 min 11 s 2  |
| 1954 | Championnats d'Europe                           | Berne     | 4e       | 800 mètres | 1 min 47 s 4  |
| 1956 | Jeux olympiques d'été                           | Melbourne | 2e       | 800 mètres | 1 min 47 s 8  |
| 1956 | Jeux olympiques d'été                           | Melbourne | 3e       | 4 × 400 m  | 3 min 07 s 1  |
| 1958 | Jeux de l'Empire britannique et du Commonwealth | Cardiff   | 2e       | 4 × 440 y  | 3 min 09 s 61 |

### Records
| Épreuve    | Performance  | Lieu | Date |
| ---------- | ------------ | ---- | ---- |
| 400 mètres | 47 s 40      |      | 1958 |
| 800 mètres | 1 min 46 s 6 |      | 1957 |